# NCSA Mosaic
NCSA Mosaic — графічний вебоглядач, створений дослідниками з National Center for Supercomputing Applications університету Іллінойс. Метою створення оглядача було полегшення доступу користувачів до ресурсів комп'ютерних мереж. Його перша версія вийшла 22 квітня 1993 року. Цей оглядач популяризував використання Всесвітньої Мережі Інтернет, оскільки він мав дружній інтерфейс та давав змогу переглядати не тільки текстові, а й графічні об'єкти, відтворювати аудіофайли, робити закладки та інше.

## Історія створення

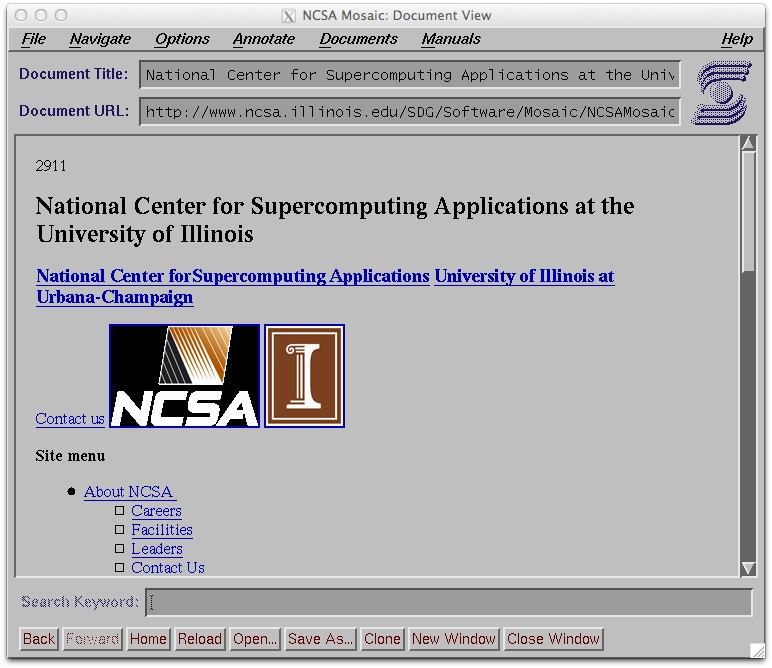
Mosaic 2.76, запущений під X Window, показує інформацію з одного з вебсерверів CERN.